# Stenopterygia sikkima
Stenopterygia sikkima là một loài bướm đêm trong họ Noctuidae.